# Who's Your Neighbor?
Who's Your Neighbor? er en amerikansk stumfilm fra 1917 af S. Rankin Drew.

## Medvirkende
- Christine Mayo som Hattie Fenshaw
- Anders Randolf som Bryant M. Harding
- Evelyn Brent som Betty Hamlin
- Frank Morgan som Dudley Carlton
- William Sherwood som Hal Harding